# Skontorp Cove
Die Skontorp Cove ist eine Nebenbucht des Paradise Harbor an der Danco-Küste des Grahamlands auf der Antarktischen Halbinsel. Sie liegt 3 km südöstlich der Bryde-Insel. Ihre Einfahrt wird im Norden durch die Coughtrey-Halbinsel und im Süden durch den Garzón Point begrenzt.
Teilnehmer der Belgica-Expedition (1897–1899) unter der Leitung des belgischen Polarforschers Adrien de Gerlache de Gomery nahmen eine erste grobe Kartierung vor. Der Name der Bucht erscheint erstmals 1919 als Skontorp Harbor, 1921 unter der heutigen Bezeichnung auf Karten des schottischen Geologen David Ferguson (1857–1936). Namensgeber ist der Norweger Edvard M. Skontorp (1885–unbekannt), Kapitän eines Walfängers beim Walfangunternehmen Salvesen & Co. aus dem schottischen Leith.